# عين محمد (الخندق)
عين محمد هو دُوَّار يقع بجماعة أورتزاغ، إقليم تاونات، جهة فاس مكناس في المملكة المغربية. ينتمي الدوّار لمشيخة الخندق التي تضم 20 دواوير. يقدر عدد سكانه بـ 405 نسمة حسب الإحصاء الرسمي للسكان والسكنى لسنة 2004.

## روابط خارجية
- البوابة الوطنية للجماعات الترابية نسخة محفوظة 12 مارس 2018 على موقع واي باك مشين.
- المندوبية السامية للتخطيط